# Фигера, Жюльетт
Жюльетт Фигера (фр. Juliette Figueras; 2 апреля 1929, Марсель) — французская модель, победительница национального конкурса красоты Мисс Франция 1949 и мисс Европа 1949.
С детства мечтала стать танцовщицей. Была принята в Марсельскую оперу.
В 1948 году одержала победу на конкурсе красоты Мисс Париж. Затем была избрана победительницей национального конкурса красоты Мисс Франция 1949 среди 20 кандидаток. В том же году стала победительницей конкурса красоты мисс Европа 1949 (конкурс проводился в Сицилии, Италия).
Последнее время проживала недалеко от Антиба на Лазурном Берегу Франции.